# The Lox
The Lox (auch The LOX, ein Akronym für Living Off Experience) ist eine US-amerikanische Hip-Hop-Gruppe aus Yonkers, New York. Die Mitglieder sind Sheek Louch, Jadakiss und Styles P.

## Werdegang
Die Gruppenmitglieder begannen bereits in ihrer Kindheit zusammen zu rappen. Ursprünglich nannten sie sich The Warlocks (die Hexenmeister), bevor sie den Namen auf The Lox verkürzten. Ihr Einstieg in das Musikgeschäft erfolgte dann, als sie Mary J. Blige trafen, die sich von ihrem Demotape beeindruckt zeigte und es an Sean Combs weiterleitete. Dieser nahm das Trio als Liedtexter bei seinem Plattenlabel Bad Boy Records unter Vertrag. Zwischen 1996 und 1997 schrieben sie für zahlreiche Produktionen Puff Daddys die Texte oder waren bereits als Rapper zu hören. Darunter waren Lieder so bekannter Künstler wie Mariah Carey oder The Notorious B.I.G. Im Sommer 1997 wurden sie dann schlagartig einer breiteren Öffentlichkeit bekannt, als ihr Lied We’ll Always Love Big Poppa als B-Seite des Songs I’ll Be Missing You – einer der erfolgreichsten Hits dieses Jahres – zu hören war. Dies ebnete den Weg zur Veröffentlichung ihres Debütalbums Money, Power & Respect bereits im Januar des folgenden Jahres. Es erreichte Platz 1 der R&B/Hip-Hop-Charts und stieg auf Platz 3 der offiziellen Albumcharts ein. Der Titelsong mit DMX und Lil’ Kim brachte es in den Billboard Hot 100 bis auf Platz 17, ein weiteres Stück des Albums, If You Think I’m Jiggy, hatte zuvor schon Platz 30 erreicht.
Wenig später wechselten The Lox zu Ruff Ryders Entertainment und veröffentlichten Anfang 2000 das Nachfolgealbum We Are the Streets, mit dem sie erneut unter die Top 5 der US-Charts kamen. Die Trennung von Bad Boy Records verlief jedoch nicht reibungslos und so wurde um weitere Veröffentlichungen gestritten. Die drei Rapper starteten Solokarrieren. Außerdem gründeten sie das eigene Label D-Block, bei dem Sheek Louch 2003 sein erstes Soloalbum herausbrachte. Compilations und Mixtapes, auch mit anderen Rappern, die sie beim Label unter Vertrag genommen hatten, veröffentlichten sie unter dem Namen des Labels. 2007 erschien das Album Street Muzik von D-Block von den drei Rappern zusammen mit J-Hood, der aber nach internen Streitigkeiten das Label kurz darauf wieder verließ. Auch die Label-Kollaboration No Security mit dem Lox-Trio im Mittelpunkt erschien 2009 unter dem Interpretennamen D-Block. In den US-Charts erreichte es Platz 40, in den Rap-Albumcharts kam es auf Platz 3.
2012 nahm Sheek Louch gemeinsam mit Ghostface Killah vom Wu-Tang Clan das Album Wu-Block auf. Der Name wurde gewählt, da eine ganze Handvoll Mitglieder ihrer beiden Gruppen daran mitwirkten. Jadakiss war bei insgesamt drei Tracks dabei, Styles P sogar bei vier Songs.
Im Jahr darauf kehrten dann The Lox wieder zurück und veröffentlichten die EP The Trinity. 2014 folgte der zweite Teil The Trinity: 2nd Sermon. Mit beiden Veröffentlichungen waren sie auch wieder in den Charts. Ein vollständiges Album, das dritte des Trios, erschien erst wieder im Dezember 2016. Mit Filthy America … It’s Beautiful erreichten sie Platz 6 der R&B/Hip-Hop-Charts.

## Diskografie

### Alben
- 1998: Money, Power & Respect
- 2000: We Are the Streets
- 2007: Street Muzik (D-Block)
- 2009: No Security (D-Block)
- 2013: The Trinity (EP)
- 2014: The Trinity: 2nd Sermon (EP)
- 2014: The Trinity: 3rd Sermon (Mixtape)
- 2016: Filthy America … It’s Beautiful

### Singles
- 1998: If You Think I’m Jiggy
- 1998: Money, Power & Respect (feat. DMX & Lil’ Kim)
- 1999: Ryde or Die, Bitch (feat. Eve & Timbaland)
- 2000: Wild Out
- 2000: Recognize (feat. Eve)
- 2009: Get That Paper
- 2009: So Much Trouble (feat. Beanie Sigel)
- 2013: Faded (feat. Tyler Woods)
- 2013: All We Know
- 2014: Horror (feat. Tyler Woods)
- 2014: Survivor
- 2016: Don’t You Cry
- 2016: What Else You Need to Know
- 2017: The Family